# Souto Maior (Trancoso)
Souto Maior ist ein Ort und eine ehemalige Gemeinde (Freguesia) im portugiesischen Kreis Trancoso. Die Gemeinde hatte 130 Einwohner (Stand 30. Juni 2011).
Am 29. September 2013 wurden die Gemeinden Souto Maior, Trancoso (São Pedro) und Trancoso (Santa Maria) zur neuen Gemeinde União das Freguesias de Trancoso (São Pedro e Santa Maria) e Souto Maior zusammengeschlossen.